# The Law and the Outlaw
The Law and the Outlaw è un cortometraggio muto del 1913 diretto da William Duncan. Prodotto dalla Selig da un soggetto di J. Edward Hungerford e Tom Mix (anche interprete del film), aveva nel cast i nomi di Lester Cuneo, Myrtle Stedman, Florence Dye, Marshall Stedman, Rex De Rosselli.

## Produzione
Il film fu prodotto dalla Selig Polyscope Company.

## Distribuzione
Distribuito dalla General Film Company, il film - un cortometraggio in due bobine - uscì nelle sale cinematografiche statunitensi il 4 giugno 1913. In Brasile, il film prese il titolo O Fora-da-Lei.